# Zbigniew Fiderewicz
Zbigniew Fiderewicz (ur. 24 sierpnia 1956 w Toruniu) – polski samorządowiec, w latach 2002-2024 I Zastępca Prezydenta Miasta Torunia. Absolwent Wydziału Prawa i Administracji Uniwersytetu Mikołaja Kopernika w Toruniu oraz Podyplomowego Studium Samorządu Terytorialnego i Rozwoju Lokalnego Uniwersytetu Warszawskiego.

## Działalność społeczna
Prezes (1997–2003) ogólnopolskiego Stowarzyszenia Zdrowych Miast Polskich. Od 2008 do 2011 pełnił funkcję wiceprezesa ds. sportowych Polskiego Związku Hokeja na Lodzie. Od maja 2015 prezes ogólnopolskiego Stowarzyszenia Liga Polskich Miast i Miejsc UNESCO.

## Życie prywatne
Kapitan jachtowy, członek Bractwa Kaphornowców. 17 lutego 2010 wraz z grupą toruńskich żeglarzy opłynął Przylądek Horn.

## Odznaczenia
- Krzyż Kawalerski Orderu Odrodzenia Polski (2012)[10], Odznaka honorowa „Zasłużony dla Kultury Polskiej” (2022)[11].